# Glamoč
Glamoč (kyrillisch Гламоч) ist eine Stadt und die gleichnamige Verbandsgemeinde (Općina/Opština) im Kanton 10 im Westen von Bosnien und Herzegowina.

## Geographie

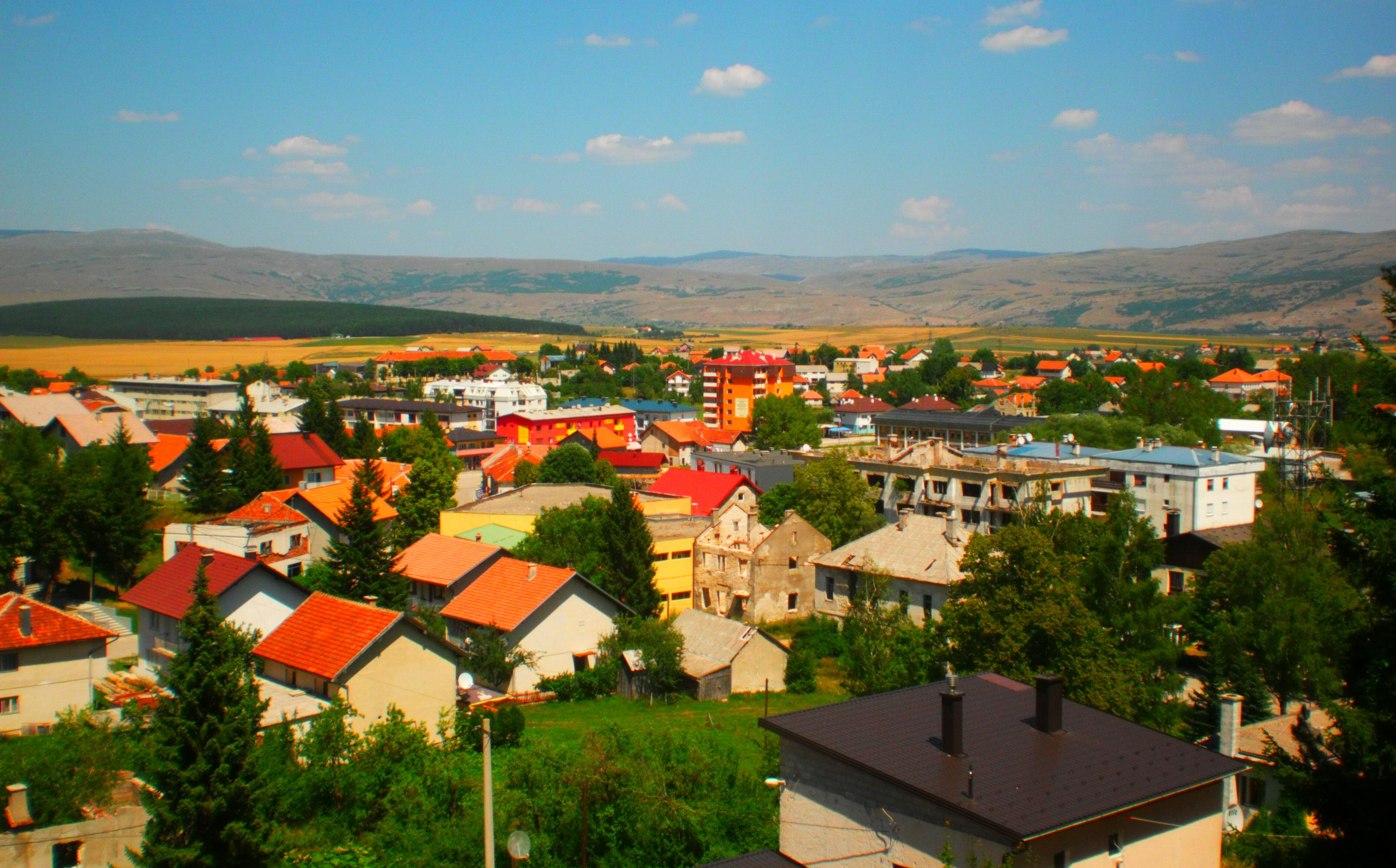
Stadtpanorama von Glamoč

Sowohl Stadt als auch Gemeinde gehören seit dem Abkommen von Dayton zur Föderation Bosnien und Herzegowina. Durch das Abkommen wurde ein Teil der Gemeinde der Republika Srpska zugeschlagen, dadurch verringerte sich die Fläche von 1096 Quadratkilometern auf 867 Quadratkilometer. Die Stadt Glamoč liegt von Gebirgen umgeben 930 Meter über dem Meeresspiegel, etwa 200 Kilometer nordwestlich von Sarajevo und 40 Kilometer nordwestlich der Kantonshauptstadt Livno.
Durch Glamoč verläuft zwar die Magistralstraße M15 von Mrkonjić Grad nach Livno, die Gemeinde ist aber ansonsten verkehrstechnisch schlecht erschlossen. Große Teile der Infrastruktur wurden im Bosnienkrieg zerstört.

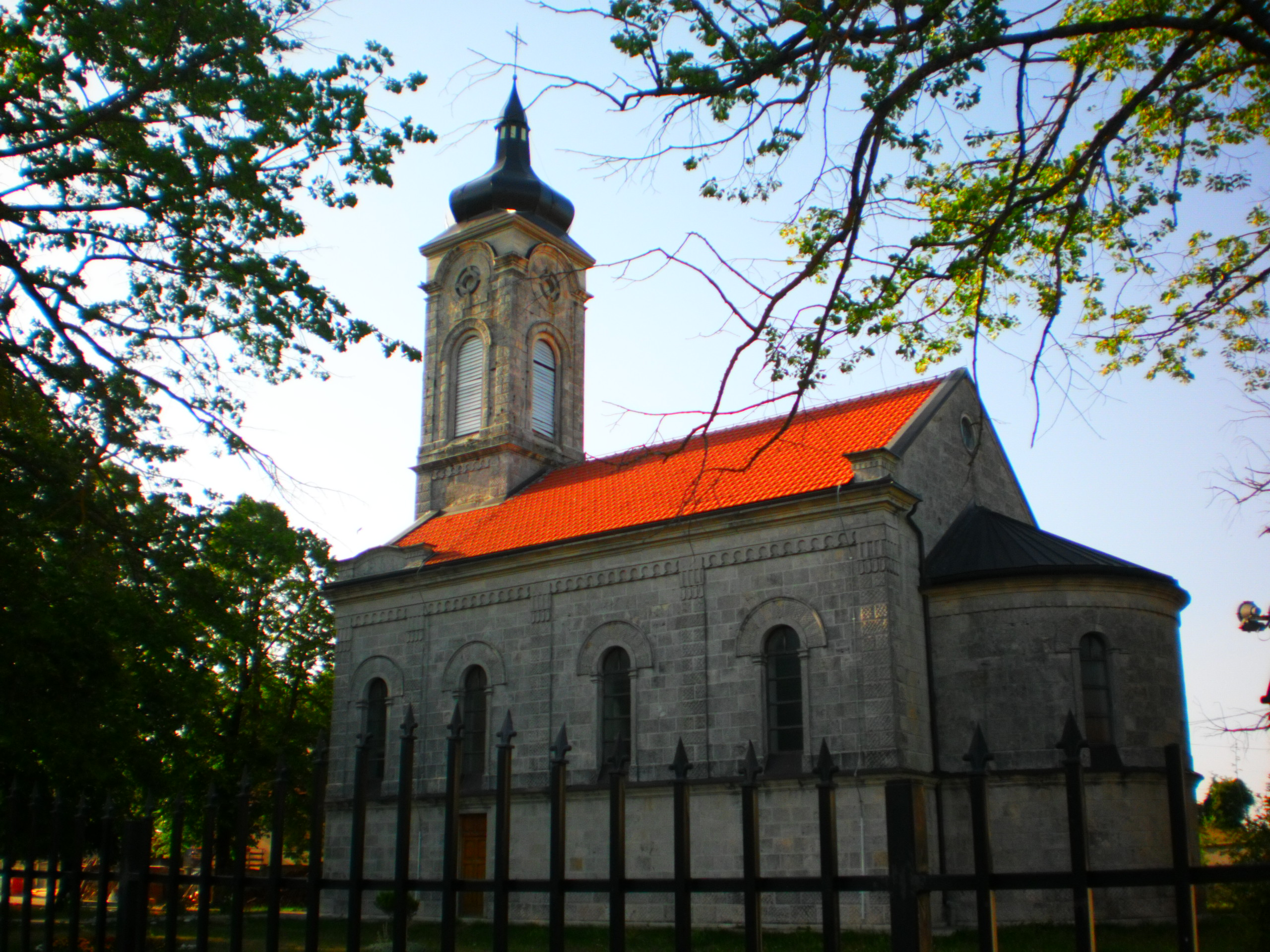
Die Serbisch-orthodoxe Kirche von Glamoč

## Geschichte
Vor Beginn des Bosnienkrieges 1992 gab es eine ethnisch gemischte Einwohnerschaft, die zahlenmäßig von den bosnischen Serben dominiert wurde (ca. 76 %). Seit einigen Jahren kehrt die ursprüngliche Bevölkerung wieder zurück. Durch den Krieg und durch Flucht und Vertreibung sank die Bevölkerungszahl von 12.000 auf unter 4.000 Menschen zur Volkszählung 2013, von denen die weitaus meisten in der eigentlichen Stadt Glamoč lebten. 43,5 % der Bewohner bezeichneten sich als Serben, 32,4 % als Bosniaken und 23,5 % als Kroaten. Damit war Glamoč eine der wenigen Gemeinden des Landes, in denen alle drei Volksgruppen in nennenswertem Maße vertreten sind.
Im Stadtgebiet Glamoč mit 1.885 Einwohnern verteilt sich die Bevölkerung wie folgt:

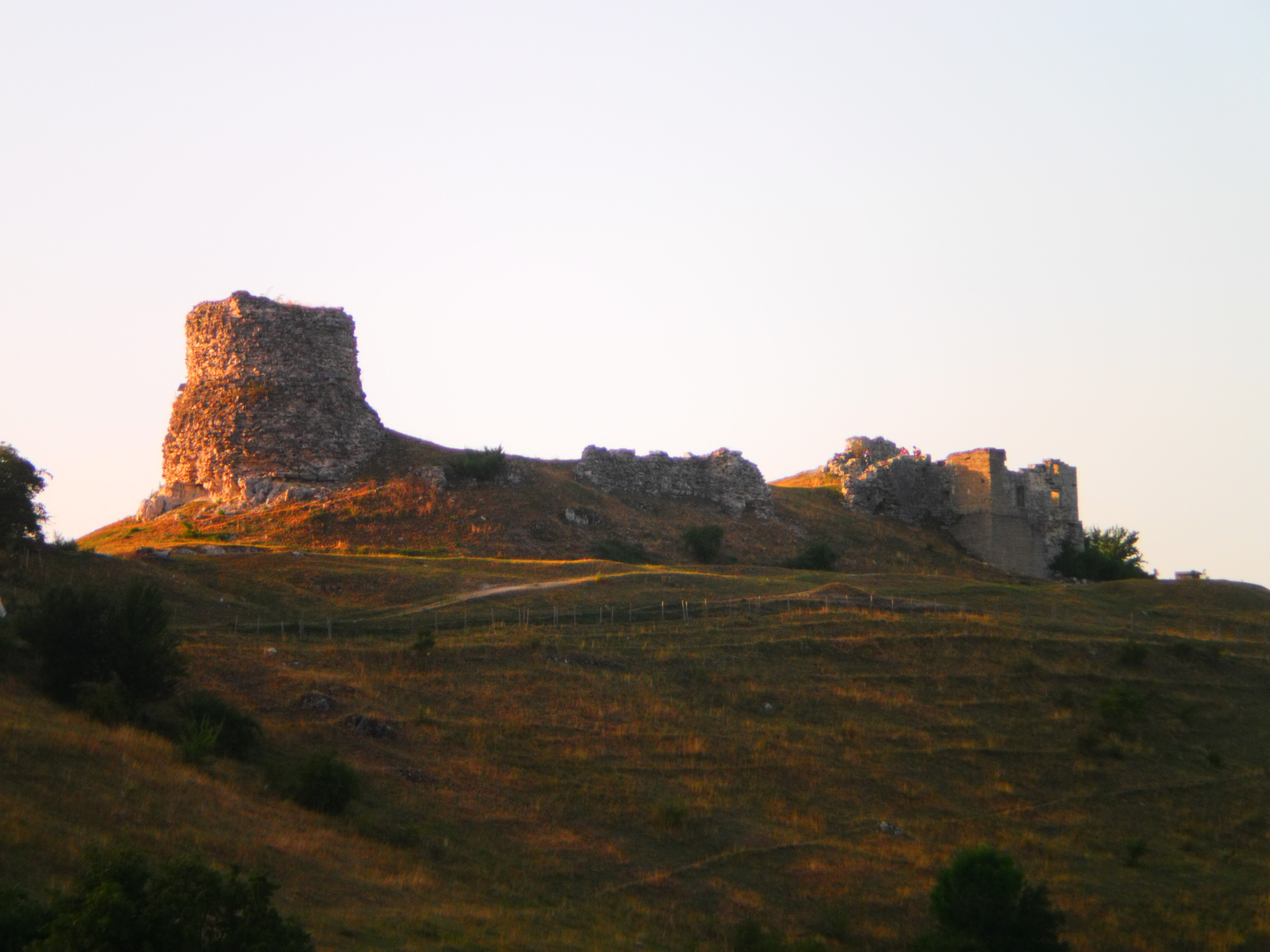
Die mittelalterliche Festung

- Kroaten: 762 (40,4 %)
- Serben: 556 (29,5 %)
- Bosniaken: 549 (29,1 %)
- Andere: 18 (1,0 %)

## Musik
In dem ganzen ehemaligen Jugoslawien bekannt ist der „Glamočer Reigentanz“ oder „Stumme Glamočer Reigentanz“ (Nemo Glamočko kolo, auch gluvo/gluho Glamočko kolo, mutavo Glamočko kolo), der traditionell ohne instrumentale Begleitung getanzt wird. Es wird dabei lediglich mit den Füßen (getragen werden traditionelle Opanci, Opanke) der Rhythmus „gestampft“. Bei diesem Tanz soll es sich um ein Hochzeitanbahnungsritual gehandelt haben, bei dem man die körperliche Ausdauer und Belastbarkeit des potentiellen Ehepartners testen konnte. Seit 1982 befindet sich dieser Reigentanz auf der UNESCO-Liste des Immateriellen Kulturerbes der Menschheit.

## Persönlichkeiten
- Pavao Posilović (* um 1597), Bischof von Skradin und Duvno
- Vule Trivunović (* 1983), Fußballer FK Sarajevo
- Ešref Kovačević (1924–1996), Historiker, Kalligraph, Imam
- Miroslav Čangalović (1921–1999), Opernsänger

## Galerie

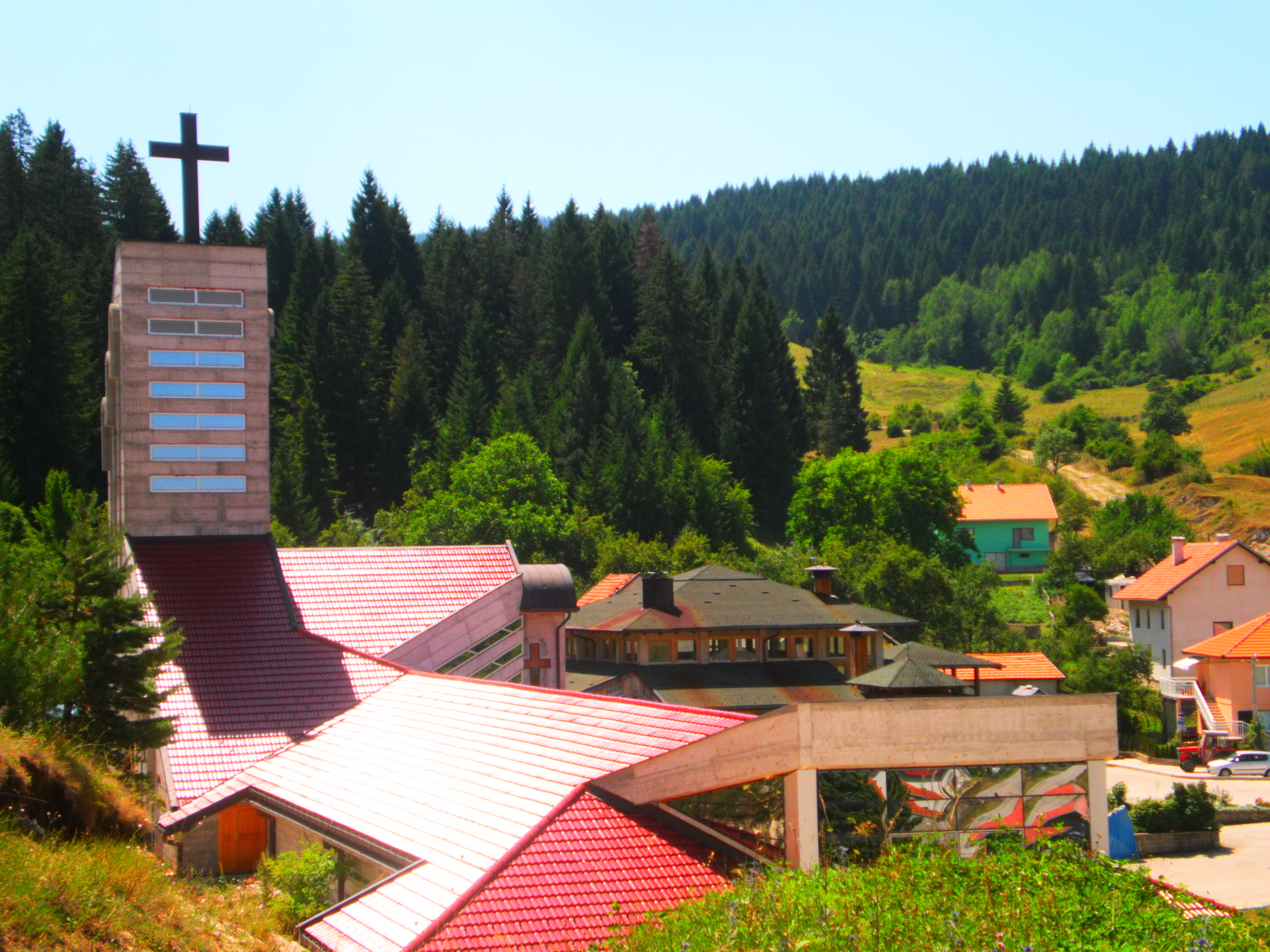
Die katholische Kirche in Glamoč
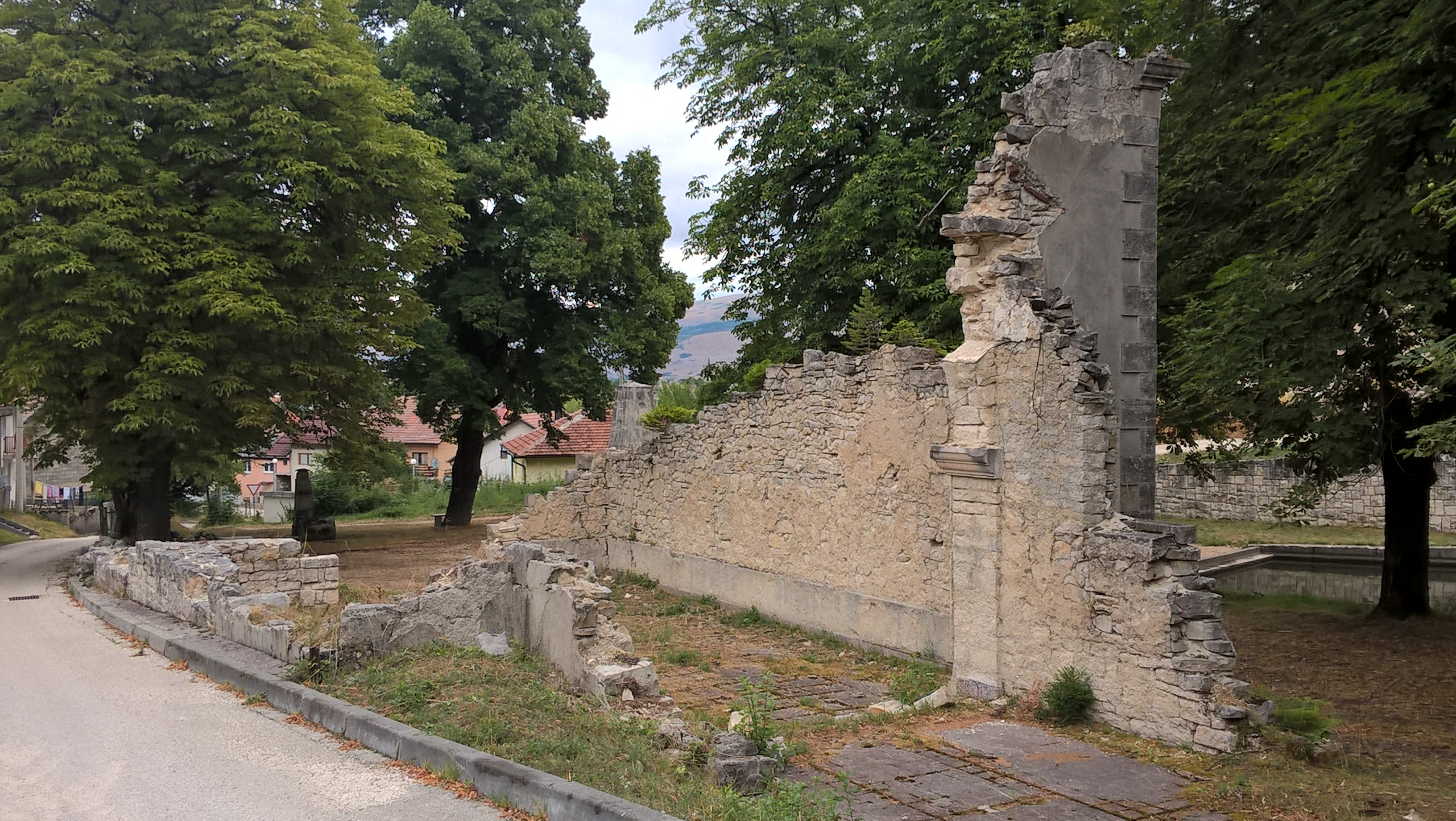
Ruinen der alten katholischen Kirche in Glamoč